# Music for the Jilted Generation
Az 1994-es Music for the Jilted Generation (sz. sz. „zene az eldobott nemzedék számára”) a Prodigy második nagylemeze. 2008-ban jelent meg egy bővített kiadása More Music for the Jilted Generation címmel.
A Spin magazin a '90-es évek 90 legjobb albuma listáján a 60. lett. A NME a 9. helyre rakta 1994 50 legjobb albumának listáján. A Q magazin olvasói minden idők 62. legjobb albumának szavazták meg 1998-ban, 2008-ban pedig az elmúlt 50 év egyik legjobb brit albumának. Az album szerepel az 1001 lemez, amit hallanod kell, mielőtt meghalsz című könyvben is.
A brit albumlista élére került, a Billboard 200-on a 198. helyig jutott, míg a Billboard Heatseekers listáján a 15. helyre kapaszkodott fel.

## Az album dalai
|     | Cím                                            | Szerző(k)              | Hossz |
| --- | ---------------------------------------------- | ---------------------- | ----- |
| 1.  | Intro                                          | Liam Howlett           | 0:45  |
| 2.  | Break & Enter                                  | Howlett                | 8:24  |
| 3.  | Their Law (közreműködik a Pop Will Eat Itself) | Howlett                | 6:40  |
| 4.  | Full Throttle                                  | Howlett                | 5:02  |
| 5.  | Voodoo People                                  | Howlett                | 6:27  |
| 6.  | Speedway (Theme from Fastlane)                 | Howlett                | 8:56  |
| 7.  | The Heat (The Energy)                          | Howlett                | 4:27  |
| 8.  | Poison                                         | Howlett, Maxim Reality | 6:42  |
| 9.  | No Good (Start the Dance)                      | Howlett                | 6:17  |
| 10. | One Love (Edit)                                | Howlett                | 3:53  |
| 11. | 3 Kilos                                        | Howlett                | 7:25  |
| 12. | Skylined                                       | Howlett                | 5:56  |
| 13. | Claustrophobic Song                            | Howlett                | 7:13  |

## Közreműködők
- Liam Howlett – előadó, producer (1, 2, 3, 6, 8, 11, 12 és 13) az Earthbound studios-nál és a The Strongroom-ban
- Neil McLellan – producer (4, 5, 7, 9 és 10) a The Strongroom-ban
- Maxim Reality – ének a Poison-ön
- Pop Will Eat Itself – előadó a Their Law-on
- Phil Bent – fuvola
- Lance Riddler – gitár a Voodoo People-ön

### Művészi munka
- Les Edwards – borító belsején látható festmény
- Stuart Haygarth – elülső borító
- Jamie Fry – hátlap

## Külső hivatkozások
- Interjú

## Fordítás
Ez a szócikk részben vagy egészben a Music for the Jilted Generation című angol Wikipédia-szócikk ezen változatának fordításán alapul.  Az eredeti cikk szerkesztőit annak laptörténete sorolja fel. Ez a jelzés csupán a megfogalmazás eredetét és a szerzői jogokat jelzi, nem szolgál a cikkben szereplő információk forrásmegjelöléseként.